# Acanthascus
Acanthascus is een geslacht van sponsdieren uit de klasse van de Hexactinellida.

## Soorten
- Acanthascus alani Ijima, 1898
- Acanthascus cactus Schulze, 1886
- Acanthascus koltuni Reiswig & Stone, 2013
- Acanthascus malacus Reiswig, 2014
- Acanthascus pachyderma Okada, 1932
- Acanthascus platei Schulze, 1886
- Acanthascus profundum (Koltun, 1967)